# Ellie Beer
Ellie Beer (Gold Coast, 3 de enero de 2003) es una deportista australiana que compite en atletismo, especialista en las carreras de velocidad.
Ganó una medalla de bronce en el Campeonato Mundial de Atletismo en Pista Cubierta de 2025 y una medalla de plata en los Relevos Mundiales 2025.

## Palmarés internacional
| Campeonato Mundial en Pista Cubierta | Campeonato Mundial en Pista Cubierta | Campeonato Mundial en Pista Cubierta | Campeonato Mundial en Pista Cubierta |
| Año                                  | Lugar                                | Medalla                              | Prueba                               |
| ------------------------------------ | ------------------------------------ | ------------------------------------ | ------------------------------------ |
| 2025                                 | Nankín (China)                       | Medalla de bronce                    | 4 × 400 m                            |
| Relevos Mundiales                    |                                      |                                      |                                      |
| Año                                  | Lugar                                | Medalla                              | Prueba                               |
| 2025                                 | Cantón (China)                       | Medalla de plata                     | 4 × 400 m mixto                      |